# Axel Forssman
John Axel Forssman, född 1 januari 1877 i Stockholm, död 13 januari 1942 i Göteborg, var en svensk advokat.
Axel Forssman var son till Lars Forssman. Efter mogenhetsexamen vid Norra latinläroverket 1894 inskrevs han vid Uppsala universitet och avlade en Juridisk preliminärexamen 1895 och jur.kand. 1899. Forssman anställdes därefter som notarie i Göta hovrätt och genomgick tingstjänstgöring i Halmstads, Tönnersjö och Höks häraders domsaga 1902-1903. 1904 anställdes han vid Philip Lemans advokatbyrå och blev 1912 delägare i byrån. Under sin tid här skaffade han sig ryktet som en av Sveriges främsta affärsjurister. Forssman blev 1906 ledamot av Sveriges advokatsamfund och var 1931 vice och 1933-1937 ordinarie ordförande i advokatsamfundets styrelse. Han var även ledamot av styrelsen för Göteborgs spårvägar 19171-1922, från 1919 som ordförande. 1928 blev han ordförande i styrelsen för Göteborgs Handels- och Sjöfartstidning och satte även i styrelsen för Svenska Tändsticks Aktiebolaget, Mölnlycke Väfveri AB och O. Mustad & Son. Han var ledamot av 1933 års kommitté för omarbetning av aktiebolagslagen och inkallades 1935 som sakkunnig att delta i ärendets fortsatta beredning.
Han var gift med Dagmar (Maja) Levisson (1881–1942). De var föräldrar till Hans Forssman.